# Kęsów
Kęsów – wieś sołecka w Polsce położona w województwie świętokrzyskim, w powiecie kazimierskim, w gminie Opatowiec.
W latach 1975–1998 miejscowość administracyjnie należała do województwa kieleckiego.
| SIMC    | Nazwa   | Rodzaj    |
| ------- | ------- | --------- |
| 0257680 | Kolonia | część wsi |